# Tahúres zurdos
Tahúres Zurdos est un groupe de rock espagnol, originaire de Navarre. Leurs chansons étaient marquées par l'influence de the Who, Led Zeppelin, David Bowie ou Lou Reed.
Avec 40 000 pesetas, ils enregistrèrent une maquette qui plus tard deviendrait leur premier disque homonyme. Grâce au succès relatif de leurs deux premières disque, ils signent plus tard avec des compagnies comme EMI ou Sony Music.

## Histoire
Lolo et Aurora viennent d'un petit village appelé Potasas, près de Pampelune. Le groupe commence avec de petites performances au Pays basque, Navarre et d'autres lieux du nord de l'Espagne. La formation originale du groupe était composée de Aurora Beltrán (chant et guitare), Manuel « Lolo » Beltrán (frère d'Aurora et également guitariste), Luis Salcedo (basse) et Javier « Puntxes » Lizarazu  (batterie).
En 1990, Juan Manuel Ugarte rejoint le groupe (basse). En 1992, ils se produisent avec succès au festival Actual de Logroño. En 1997, ils sortent Tak avec un rock moins radical. L'album contient une reprise de Piece of My Heart de Janis Joplin.
En 2004, ils enregistrent leur dernier album live, Directo - 17 años,. Le groupe fait ses adieux en 2004, après 17 ans de carrière musicale et neuf albums.
Le groupe se reforme à l'été 2019 pour un concert de bienfaisance, après quoi il en a annoncé plusieurs autres dans toute l'Espagne à partir de Noël de la même année.

## Discographie
- 1988 : Tahúres zurdos (Oihuka)
- 1990 : Tahuría (Oihuka)
- 1991 : Nieve negra (EMI)
- 1992 : Árido (EMI)
- 1994 : La Caza (EMI)
- 1996 : Azul (BMG Ariola)
- 1998 : Tak (Arcade)
- 2000 : Acústico (Cadena SER)
- 2000 : El Tiempo de la luz (Sony)
- 2004 : 17 Años